# چهارطاقی قاضی خان علیا
بقایای چهارطاقی قاضی خان علیا مربوط به دوره اشکانیان - دوره ساسانیان است و در شهرستان چرداول، بخش شیروان، دهستان عرب رودبار، ۴۰۰ متری جنوب روستای قاضی خان علیا واقع شده و این اثر در تاریخ ۲۷ آبان ۱۳۸۶ با شمارهٔ ثبت ۲۰۲۲۶ به‌عنوان یکی از آثار ملی ایران به ثبت رسیده است.